# 瑞普雷勒
瑞普雷勒（法語：Juprelle，法語發音：[ʒypʁɛl]）是比利时瓦隆大区列日省列日區的一个市镇，西北与弗拉芒大區林堡省接壤，通行法语，是比利时法语社群的一部分，面积35.36平方千米，人口9,288人（2018年1月1日）。